# スダリオ剛
スダリオ剛（スダリオ つよし、1997年5月13日 - ）は、日本の総合格闘家。栃木県小山市出身。
本名：河野 剛（こうの つよし）。以前の姓は上山で婿養子に入ったため改姓している。千賀ノ浦部屋（入門時は貴乃花部屋）に所属していた元大相撲力士で、力士時代の四股名は2018年11月場所までは貴公俊 剛（たかよしとし つよし）、2019年1月場所からは貴ノ富士 三造（たかのふじ さんぞう）。最高位は西十両5枚目
。
同じ部屋に所属していた元幕内の総合格闘家である貴賢神は双子の弟である。

## 来歴
日本人の父親、フィリピン人の母親との間に一卵性双生児の兄として生まれ、茨城県猿島郡境町で育った。母子家庭であったという。大相撲入門後に公称出身地を茨城県から栃木県へ変更したのは『栃木県小山市は父親の出身地であり、また自らの出生地でもある』という理由だった。
境町立境小学校2年から3年までサッカーを行い、4年生から5年生まで空手を習う。境町立境第一中学校時代には、バスケットボールの茨城県中学選抜に選出され全国3位に入賞したほか、中学2年生から3年生までキックボクシングを行うなど、様々なスポーツを経験した。

### 大相撲時代

#### 大相撲入門
中学3年生の時、父親に勧められ弟と一緒に貴乃花部屋へ体験入門を行ったことがきっかけで、2013年（平成25年）に貴乃花部屋に入門し、同年3月場所で初土俵を踏んだ。貴公俊という四股名の由来は、当時、部屋の大阪場所宿舎を提供していた後援者である龍神総宮社の祭主の名前（辻本公俊）からである。師匠貴乃花はこの入門を貴公俊の新十両昇進時に「相撲は未経験でも体格がよかったので、おもしろいかなという期待感はありました」と振り返っている。
2015年3月場所で初めて幕下に昇進して以降は幕下に定着。師匠の勧めで、2016年の夏巡業から弟と共に初切を務めたが、貴源治が新十両を決定させた2017年の春巡業を最後に降板した。
一時期は攻め込まれると足腰の動きがバラバラになる悪癖があったが、四股、鉄砲、すり足などの基本動作を繰り返して徐々に克服した。
2017年3月場所では全勝すれば関取昇進の可能性が出てくる幕下15枚目以内に初めて昇ったが2勝5敗で負け越し、しかも貴源治は同場所を幕下筆頭で勝ち越したことで翌場所の新十両昇進を決めたため、嬉しさと同時に先を越されたことの悔しさもあることを露わにした。

#### 新十両昇進
しかし翌場所から4場所連続で勝ち越し、2018年1月場所も自己最高位の東幕下7枚目で5勝2敗と5場所連続の勝ち越しを決めた。過去の例では大半が幕下筆頭 - 3枚目に留められる成績だったが、当場所の十両に幕下陥落相当の成績に終わった力士が多かったこともあり、場所後の番付編成会議（2018年1月31日）で、3月場所での新十両昇進が決定した。これで、弟の貴源治と合わせて、史上初めての双子関取となった。
新十両昇進会見は師匠の貴乃花親方同席で行われた。弟が一足先に2017年5月場所で新十両に昇進したため、「うれしさと悔しさがあった」と貴公俊は語ったが、貴乃花は「未経験でよく5年で上がれた。悔しい思いもあったろうが、腐らずよくやってきた」と褒めた。

#### 1度目の暴行事件
新十両の3月場所8日目、付き人を務めていた同部屋の序二段・貴西龍に対し、連絡ミスを理由として、取組後に支度部屋で暴行を加え、顔面打撲・口内裂傷などの負傷をさせたことにより、師匠・貴乃花より謹慎を言い渡されて、9日目より休場した。同年3月29日に開かれた理事会により、この問題に関して1場所（2018年5月場所）の出場停止処分を受けた。示談は成立していたが場所後に相撲ファンから告発状が提出されたため大阪府警察浪速署が捜査し、厳しい処分を求めないという意見書付きで6月5日付の書類送検となった。大阪地検は6月13日に起訴猶予処分としている。
自主的に謹慎した時点では十両に在位していたが、貴乃花はちゃんこ番や雑用などの取的の仕事を課して出直しを図らせた。同年5月場所には西幕下9枚目に陥落、処分明けの同年7月場所は西幕下49枚目で迎え、1番相撲から1不戦勝を含め6連勝。7番相撲（13日目）は自身と同じく十両在位経験者の白鷹山と幕下優勝を賭けて対戦し寄り切りで敗れたが、最終的に同場所を6勝1敗の好成績で終えた。
2018年10月1日の理事会で、千賀ノ浦部屋への移籍が承認された。2019年1月場所より、貴ノ富士 三造に改名。この四股名は、入門時の師匠の貴乃花が、玉ノ富士と北の富士に肖って命名したものであり、部屋の移籍などが落ち着くのを待って名を改めた。改名し幕下3枚目で迎えた場所で5勝2敗の成績を収め、1年ぶりの再十両が決まった。東十両12枚目で迎えた7月場所では十両の優勝争いで1差の2位につけていたが、13日目 （7月19日）にトップに立つ剣翔に寄り切りで敗れた。十両優勝はならなかったが、11勝4敗の好成績で勝ち越している。

#### 2度目の暴行事件

##### 暴行の発覚
2019年9月場所直前となる9月3日、自身2度目の暴行事件が発覚した。8月31日の稽古総見を終えて部屋に戻った後、付け人の序二段力士の頭部を殴る暴行を加えた。9月2日に被害者力士ら3人が姿を消したため、師匠の20代千賀ノ浦（元小結・隆三杉）が連絡をとって2日深夜に詳細を把握したという。20代千賀ノ浦は3日に相撲協会の鏡山コンプライアンス部長に報告し、9月場所の出場自粛の申し出が了承された。芝田山広報部長は「付け人に外傷はない」と伝えた一方で「同じことを繰り返すなんて、とんでもない話」と切り捨て、2度目の暴行事件とあって解雇を含む厳罰の必要性が取り沙汰された。
相撲協会はコンプライアンス委員会（青沼隆之委員長＝元名古屋高検検事長）に調査を依属し、同委員会は9月5日から調査を開始した。9月場所開催中の19日の会合では20代千賀ノ浦と弟の貴源治が同席で貴ノ富士本人より弁明を聞き、処分意見を検討したうえで、結果を八角理事長に答申した。処分は26日の協会理事会で決まる見通しであったが、貴ノ富士は25日にスポーツ庁に上申書を提出した。協会のコンプライアンス委員会や師匠の20代千賀ノ浦から引退を勧告されているとし、24日には同協会に寛大な処分を求める要望書を提出したという。「処分を受けるのは覚悟しているが、少なくとも引退勧告や懲戒解雇は行き過ぎ」と代理人弁護士は述べている。

##### コンプライアンス委員会調査結果と協会の決定
9月26日、相撲協会は定例理事会に貴ノ富士、弟の貴源治、師匠の20代千賀ノ浦3人を呼び、処分内容を通達。貴ノ富士に対して協会は自主引退を促する決議をし、八角理事長は自主引退を受け入れるか師匠の20代千賀ノ浦と相談するよう指示して謹慎を通告した。また本件で貴源治はけん責の懲戒処分、20代千賀ノ浦は監督責任を問われ報酬減額6ヵ月(20%)の処分となった。
協会が発表した文書によると、協会コンプライアンス委員会の調査で以下の事が判明したという。
- 貴ノ富士は、2019年5月 - 7月頃に千賀ノ浦部屋や同部屋の宿舎で新弟子4人(序二段3人、序ノ口1人)に対し、仕事を忘れたり失敗をしたときに「障がい者」呼ばわりをする差別的な発言を繰り返した。7月場所が始まる頃には、新弟子の物覚えが悪いと1人に「ニワトリ」、1人に「ヒヨコ」、1人に「地鶏」というあだ名をつけて呼び、「おい、ニワトリ」と声をかけた際に新弟子が「はい」と返事をすると「コケ」と返事をするよう強要[37]。8月31日の稽古総見から帰った後、付け人の新弟子が挨拶をしないまま自分より先に風呂に入ったことに立腹し、風呂から上がった際にバスタオルを渡そうとした新弟子の額を右手の手拳で1回殴打した[38]。被害を受けた新弟子は頭にこぶができ、数日間痛みが残った[39]。
- 貴源治は、新弟子に対して指導の範囲を逸脱した理不尽な行為を行っていた。5月 - 7月までの間、新弟子4人の失態・挨拶をしなかったことに対して「腕立て伏せ、罰金、外出禁止のどれかを選べ」などと命じ、新弟子の誰かが失敗すると連帯責任として4人全員に罰を与えていた。また7月場所中に他の力士がいる前で1人に片腕を頭上に挙げる格好をさせて「自分は頭が悪いです」と言うよう命じ、その様子をスマートフォンで録画する動作もしていた[40]。

コンプライアンス委員会は、
- 貴乃花部屋から千賀ノ浦部屋に移籍した際に、決して暴力を振るわず、これに違反した場合は引退する旨の誓約書を師匠に提出していたにもかかわらず、再び付け人に対し暴行した。
- 仕事を忘れたり失敗したりした新弟子を『障がい者』『ニワトリ』と呼ぶなど、言動の内容も悪質である。
- 暴行が契機となって新弟子が集団で部屋から逃げるに至った点で結果は重大である。

として、貴ノ富士に対し引退勧告の処分案を答申していた。
答申通りの引退勧告ではなく『自主引退を促す決議』となった理由について、芝田山広報部長は「理事会では引退止むなしという意見だった。だが、まだ22歳と若く、今後の人生も長い。自主引退を促すというのは理事会の温情とも言える。あとは、本人がどう判断するか」と説明した。協会の処分に応じない場合、コンプライアンス委員会に追加答申を求め、それを受けて臨時理事会で処分を決定するとした。

##### 貴ノ富士の記者会見・その後の経緯
理事会翌日の27日、貴ノ富士は協会の決定を不服として代理人弁護士を伴い文部科学省で記者会見を行った。
会見中で貴ノ富士は新弟子に対しての差別発言と暴力行為を事実であると認め、「中卒で何も分からない中で、生半可な優しさじゃダメだと思ってた。そういうふうに育ててきてもらった。そういう気持ちを持ってもらいたいと指導してきた」と弁明。「今回の処分はあまりに重く受け入れられません。中学から憧れ、この世界に入り、きつい稽古に耐え、相撲道に一歩ずつ歩んできた私には相撲しかない。本件の暴行という愚かな行いを反省し、自らの身を戒め、土俵に戻って相撲道に精進したい」と話し、また「（研修内容が協会員に対して）正直伝わっていない」「手を出さない代わりにどういうふうに指導しなければいけないのか教えてもらっていない」と協会を非難した。この会見は“議論のすり替え”との印象が強く、批判的な意見が大半を占めた。
この会見を受けて相撲協会は「理事会は貴ノ富士に自主引退を促しており、まだその正式な返答がありませんので、コメントすることはありません」と発表した。芝田山広報部長は「（自主引退を）受け入れるのか、受け入れないのか、本人が言うべき」とコメントしている。
この会見以降、貴ノ富士は千賀ノ浦部屋に不在となり、連絡や接触が出来なくなったことを貴源治と20代千賀ノ浦が明かしている。
28日、両国国技館で22代佐ノ山の襲名披露大相撲が行われ、貴源治がマスコミの取材に応じた。貴源治は自らけん責処分を受けたことについて反省の弁を述べ、兄の二度目の暴力についても謝罪、差別的な発言があったことも認めた。前日の兄の会見は20代千賀ノ浦の反対を押し切ってのことであると明かし、「会見を開くと報道で知り『やめた方がいい』と言いました。それから連絡が取れなくなりました」「兄貴もうすうす戻れないと思っているのでは」と話している。同日、貴ノ富士の代理人は今後の対応について「お答えできません」と言葉を濁した。
10月4日に貴源治は「協会に残れないのは誰もが分かること。兄貴が自ら招いた問題。自分でしっかり責任を取らないといけない」「親も兄貴のことを心配して疲れ切っていた。仕事が身に入らないと言っていた。申し訳ない」と話した。また暴行事件の反響について、「先代（元貴乃花親方）や親の教えを批判している人がいる。これは個人の問題で、先代もうちの親も関係ない。自分と兄貴が言われることは仕方ないけれども、勘違いしてほしくない。自分を関取に育ててくれた親方ですから」と述べている。
20代千賀ノ浦は同月7日の朝稽古後にマスコミ取材に応じ、第三者から情報を得て、都内のマンションで生活している貴ノ富士を毎日訪れていると話した。「顔見て話をしたい。何度かマンションに行っているが全く応答がない（住んでいるのは）1人じゃないみたいですよ」「親心としては（解雇ではなく自ら引退して）退職金をもらった方がいい。経歴に傷が付く? そういうのもありますから。（暴力を）2回やっちゃ駄目なんですよ」と述べている。
また同日、芝田山広報部長が貴ノ富士が代理人弁護士を通じて11日までに文書で進退を明らかにする意向であると連絡してきたことを明かした。協会は9月29日に意思確認のため20代千賀ノ浦を通じて「30日午後2時に師匠とそろって（協会に）来るように」と伝えたが、貴ノ富士は「弁護士が対応するから自分は行かない」と師匠にショートメールをしてきたという。貴ノ富士は9月30日以降は千賀ノ浦の電話にも出ていない。代理人弁護士は協会との協議日程を複数指定、協会はその希望を尊重して10月3日に貴ノ富士が同席しての面談を設定したが、再発防止策に対する不満を理由に断られ実現しなかったという。
貴ノ富士が引退を受け入れず懲戒解雇となった場合は退職金が出ないため、その前に親方が引退届を提出し『強制引退』させる方法も存在したが、「本人と話して、自分（貴ノ富士）から出す方向に持っていってあげたい」と20代千賀ノ浦は話していた。しかし9日、「向こうの弁護士から“もう（接触を試みるのは）やめてくれ”と言われたから。会って話したいんですけど…」と貴ノ富士との対面を断念したことを明らかにした。着信音は鳴るため電話の着信拒否はされていないと思われるものの、「（7日午後に）『携帯電話にかけないように』と（代理人弁護士から）連絡があり、それ以降はしていない」と述べている。
10日には相撲協会に設置されている「大相撲の継承発展を考える有識者会議」（山内昌之委員長＝東京大名誉教授）の会合が行われ、貴ノ富士に対し自主引退を促した協会の判断を支持する考えで一致した。山内委員長は記者会見で「差別的発言をしたことも深刻。弟弟子への思いやりが感じられない。自主引退を勧めることで、貴ノ富士の将来にも配慮している」と述べた。会合では「まず被害者の将来を協会は守らなければならない。（処分へ）厳しい意見も出た」という。

#### 引退

##### 引退届提出と背景
2019年10月11日、貴ノ富士は相撲協会に引退を届け出たと代理人弁護士が文書で発表した。
引退の理由を「協会の将来に失望しました。仮に、今回の処分の不当性が公に認められたとしても、今の協会内、相撲部屋内に私が戻るところはないでしょう」「協会とのやりとりに疲れ果てましたので引退を決意することを決意しました」などとしている。同日、日本相撲協会は貴ノ富士の引退届を受理したと発表し、貴ノ富士の現役引退が正式に決定した。郵送された引退届には、「再発防止策は表面的で不祥事が後を絶たないのでは」「協会の将来に失望した」などとする弁護士の意見書が同封されていたという。
この日、20代千賀ノ浦は協会を訪れ、部屋としての再発防止策を提出した。夜7時ごろには貴ノ富士から謝罪の電話を受けたという。
芝田山広報部長は「相撲協会は寛大。将来のことがあるから。協会は（ここまで）待った」としながらも「師匠とは最後まで接触しなかった。前代未聞」とコメントしている。協会としても同じ力士が2度も暴行問題を起こしたことは重く受け止め、10月に臨時理事会を開いて審議し、改めてコンプライアンス委員会に再発防止策に関する検討を委嘱するという。
部屋関係者を信用しない姿勢から周囲の協力を得られず孤立化し、仮に法廷闘争に持ち込んだとしても情状酌量に協力する者が十分に現れるかどうか疑わしい状況となっていた。このことからも貴ノ富士は協会に対する係争を断念して引退を決意したと見られる。
なお11月場所の番付編成会議は9月25日に行われていたため、同場所は幕下5枚目に名前が残った。通例では関取経験者の引退は番付や時期にかかわらず引退届受理と同時に発表されるが、貴ノ富士は引退届受理の報道後も協会から直接の正式発表がないまま休場扱いとなった。
同月16日に、貴ノ富士の断髪式は行われないことを20代千賀ノ浦が明らかにした。貴ノ富士が自分自身で行ったことを伝え聞いたという。
2020年初場所の番付編成会議が行われた11月27日に、相撲協会は貴ノ富士の引退を発表した。
その後日本相撲協会公式サイト上でも10月11日付での引退に訂正され、遡って11月場所の全休も取り消された。

##### 暴行事件・引退の反響
出身地登録をしている小山市では、10月11日に小山市出身力士を応援する会・会長でもある大久保寿夫市長が「暴力は許されるべきではありません。残念です」とコメントを発表した。
また、元師匠である貴乃花の応援会発起人で貴ノ富士・貴源治の双子後援会にも関わる河内家菊水丸は同月16日にスポーツニッポンに寄稿、2018年3月に貴ノ富士が起こした一度目の暴行事件によって師匠であった貴乃花が協会内で立場を失い、屈辱的な平年寄降格の半年後に退職に至ったことを指摘した。この事の重大性を理解せずに二度目の暴行事件を起こし、協会に促された自主引退を「受け入れられない」と弁護士を立てたその対応を「呆れ返った行為」としている。
15代浅香山は11月8日付の日本経済新聞連載のコラムで、師匠が代わった影響があるかも知れないとしながらも「どこの社会にもルールがあり、1人がルールを破ることで会社が危機に陥ることだってある。まして相撲部屋のような小さな組織では、1人のせいで他の力士の人生まで狂わされることにもなる。何度言い聞かせても理解しようとしない人間は、そこにいられなくなるのは仕方ない」と述べている。
プロレスラーの蝶野正洋は週刊実話連載のコラムで、「少なくとも、俺が新人だった頃の新日本プロレスは体罰で育ててない。ただ、俺以降の世代で後輩に対して体罰をやっている奴がいたんだよ。ということは、制度の問題じゃない。やっぱり、体罰をやるのはその人間が元から持ってる“資質”なんだろうね」と私見を述べ、「気配りもできるようになるし、『自分の立場を理解する』という社会人として絶対に必要な感性を学べる」「こういうことは学校じゃ教えてくれない」と付け人制度の有用な部分も説明している。
一部報道では入門時の師匠の貴乃花も若い衆に暴力を振るっていたとあり、暴力癖は貴乃花部屋の風土によるものではないかという見方も存在する。また協会内では千賀ノ浦部屋移籍の際に「もともといた力士がやめるようなことが起きるんじゃないか」と貴ノ富士の二度目の暴行を懸念する声もあったという。実際に二度目の暴力がもともと千賀ノ浦部屋にいた力士に対してであり、懸念が的中するかたちとなったと報じられている。
日本相撲協会は、11月28日に行われた定例理事会で暴力問題などの再発防止について12月23日に理事会を行うことを決めた。12月23日の理事会ではコンプライアンス委員会が策定し答申した再発防止強化策が承認され、今後、協会執行部が主導して強化策を実行し協会員全体の意識向上を図っていくことが決まった。

### 総合格闘家に転身
2020年9月の本人インタビューによると、「元々、チャンスがあれば総合格闘技をしたい」と思っていたという。相撲からの転向を考えたのは1度目の暴行事件のときで、当時交際中の女性(2019年11月に結婚)に相談したが反対を受けた。しかし、2度目の暴行事件での引退後に「格闘技をやりたい？」と妻が聞いてくれたという。「相撲界でやりきれなかったエネルギー、気持ち、それを格闘技の世界で出せていけたら」との思いが芽生え、2019年12月から4か月で50kgの減量をした。今までの力士出身の格闘家と同じく見られたくない、半端な気持ちで挑んでいるのでは無いことを理解して欲しい一心であったという。
KONISHIKIに相談をして、ハワイの高校の後輩にあたる元格闘家のエンセン井上を紹介され、内弟子として住み込み練習に打ち込んだ。

### RIZIN
2020年7月7日、共同通信の電話取材に応じ、格闘家転向を表明。9月13日に行われたRIZINの記者会見で、同月27日に行われるRIZIN.24にスダリオ剛のリングネームで参戦し、プロレスラーのディラン・ジェイムスと対戦することが発表された。
2020年9月27日、総合格闘技デビュー戦及びにRIZINデビュー戦を行い、RIZIN.24でディラン・ジェイムスと対戦。1R終了時にジェイムスの鼻骨骨折疑いにより、ドクターストップによるTKO勝利を収めた。
2020年12月31日、RIZIN.26でミノワマンと対戦し、1R3分19秒にカーフキックからのパウンドでTKO（レフリーストップ）勝利を収めた。
2021年3月21日、RIZIN.27で宮本和志と対戦し、1R僅か8秒でスタンドパンチによるKO勝利を収めた。しかし、試合終了直後にヒートアップしたスダリオがレフェリーの制止を振り切り、倒れている宮本にパウンドを数発打ったため、スダリオ陣営と宮本陣営が乱闘騒ぎを起こすこととなった。リングを降りた後、スダリオはドクタールームで宮本に謝罪し、宮本からも試合前に挑発したことへの謝罪を受け、お互いに和解した。
2021年3月23日、RIZIN FF競技運営オフィシャルチームが公式ルール第26条第2項および第3項に基づき、試合後に起きた乱闘へのペナルティを決定。「KOにて試合終了後、レフェリーの試合停止指示に従わず相手選手に攻撃を続けた」として、スダリオにレッドカード（ファイトマネー25%相当の罰金）、「相手選手への暴力行為」として宮本のセコンドの内田ノボルに警告、乱闘に加わったスダリオ剛のセコンドのエンセン井上に注意が与えられた。
2021年6月13日、RIZIN.28でシビサイ頌真と対戦し、3R1分38秒にシビサイのリアネイキッドチョークにより一本負け。総合格闘技転向後、初黒星となった。
2021年10月24日、RIZIN.31でアメリカ合衆国海兵隊所属の現役兵士SAINTと対戦し、1R1分51秒に左フックでKO勝ち。
2022年7月31日、RIZIN.37で関根“シュレック”秀樹と対戦し、1Rに左フックでダウンを奪いパウンドによるTKO勝ちを収めた。
2022年10月23日、RIZIN.39でヤノス・チューカスと対戦し、2Rにチューカスが転倒からの立ち上がり際に右フックでダウンを奪い、パウンド、グラウンドでの膝蹴りと追撃してTKO勝ちを収めた。
2022年12月31日、RIZIN.40でジュニア・タファと対戦し、1Rにダウンを奪われ、パンチ連打によるTKO負けを喫した。
2023年4月29日、RIZIN LANDMARK 5でロッキー・マルティネスと対戦し、タックルでテイクダウンした後パウンドや肘で攻め続けて3-0の判定勝ちを収めた。
2023年12月31日、RIZIN.45で元極真空手世界王者の上田幹雄と対戦し、2Rに膝蹴りでダウンを奪われた後パウンドによるTKO負けを喫した。スダリオはダウン後に審判に「止めるな！」と言ったが、レフェリーが状態を確認しないまますぐに止めたことでリング上で試合を裁いたJMOCのレフェリーに不満を爆発させた。試合後インタビューでは「ああいう展開になった自分が悪いので仕方がない」と話した。

## 人物・エピソード

### 格闘技関連
- RIZIN公式YouTubeチャンネルより、スダリオ剛の密着動画『RIZIN Preparation』（2021）[映像 1]
- RIZIN公式YouTubeチャンネルより、スダリオ剛とRIZIN CEO 榊原信行の生放送トーク番組（2023）[映像 2]
- RIZIN公式YouTubeチャンネルより、スダリオ剛の2022年までのKO集『All Knockouts of Tsuyoshi Sudario』（2022）[映像 3]
- RIZIN公式YouTubeチャンネルより、RIZIN初参戦のスダリオ剛へのドッキリ企画（2020）[映像 4]

### 相撲関連
- 2016年の夏巡業から2017年春巡業まで、兄弟で初切を担当していた[114][115]。2018年3月場所にて自身が新十両に昇進したため、先に関取となっていた貴源治と合わせて、史上19組目の兄弟関取となった。その中で、双子は初の事例であった[6][10]。
- 十両昇進に際して、化粧廻しは龍神総宮社、小山市出身力士を応援する会、後援会の会社から各1本を贈呈されている。その内、小山市出身力士を応援する会が贈呈した化粧廻しは、貴源治のもとの合わせると1枚の絵になるデザインとなっている[1]。
- 「初切を担当した者は大成しない」というジンクスがあるが、共に初切を務めていた貴源治と兄弟揃って関取への昇進を果たしたのでこのジンクスが払拭されたものの、別々の経緯ながら個々人がそれぞれ不祥事を起こして角界を去っている（貴ノ富士は引退処分、貴源治は解雇処分）。遵って、いずれも志半ばで辞めたため、関取昇進後にジンクスが発動された形となっている。

### 趣味・嗜好
- 趣味はトレーニング、音楽、好物は食べ物全般、嫌いなものは皮蛋、ホルモン焼き[1]。
- 目標の力士は師匠の貴乃花。「自然体でどっしり構え、どんな力士が来ても負けない相撲を目指したい」というのが本人の弁であった[1]。
- 好きな歌手はケツメイシ、好きな番組はダウンタウンやとんねるずが司会を務める番組、しゃべくり007[1]。
- 好きな色は、青、緑系統、締め込みは深緑色であった[1]。
- 先天性の障害のためペットショップの流通に乗れなかった保護犬（プードル）の里親となっている[116]。

### 実弟との関係
- 2021年10月22日、総合格闘技イベント「RIZIN.31」のリモート会見の際に、同年7月に相撲協会を懲戒解雇された元貴源治について質問に答えた。本人から特に相談は受けておらず、記者に総合格闘技界に誘う意向を問われると「まったくない。正直、同じ世界でやっていくのは僕としては嫌だなあというのがあるので。相撲界にいたときから、正直、けっこう嫌だったんで。だから、できれば同じ世界ではやっていきたくないと思います」と答えている[117]。

## 主な成績

### 通算成績
- 通算成績：165勝112敗28休（40場所）
- 十両成績：20勝19敗21休（4場所）

### 各段優勝
幕下優勝：1回（2019年5月場所）

### 場所別成績
| | 一月場所 初場所（東京） | 三月場所 春場所（大阪） | 五月場所 夏場所（東京）    | 七月場所 名古屋場所（愛知） | 九月場所 秋場所（東京） | 十一月場所 九州場所（福岡） |
| --- | ----------------------- | ----------------------- | -------------------------- | --------------------------- | ----------------------- | --------------------------- |
| 2013年 （平成25年） | x                       | （前相撲）              | 西序ノ口13枚目 5–2         | 東序二段61枚目 5–2          | 東序二段25枚目 3–4      | 東序二段46枚目 5–2          |
| 2014年 （平成26年） | 西序二段9枚目 3–4       | 西序二段26枚目 5–2      | 西三段目92枚目 3–4         | 東序二段9枚目 5–2           | 東三段目74枚目 6–1      | 東三段目19枚目 4–3          |
| 2015年 （平成27年） | 西三段目6枚目 5–2       | 西幕下42枚目 4–3        | 東幕下37枚目 2–5           | 東幕下57枚目 4–3            | 東幕下47枚目 5–2        | 東幕下28枚目 1–6            |
| 2016年 （平成28年） | 西幕下53枚目 6–1        | 西幕下38枚目 3–4        | 西幕下45枚目 3–4           | 西幕下53枚目 6–1            | 西幕下24枚目 2–5        | 東幕下39枚目 4–3            |
| 2017年 （平成29年） | 西幕下30枚目 6–1        | 東幕下11枚目 2–5        | 東幕下25枚目 4–3           | 東幕下21枚目 4–3            | 西幕下15枚目 4–3        | 西幕下11枚目 4–3            |
| 2018年 （平成30年） | 東幕下7枚目 5–2         | 東十両14枚目 3–6–6      | 西幕下9枚目 出場停止 0–0–7 | 西幕下49枚目 6–1            | 西幕下21枚目 5–2        | 東幕下10枚目 5–2            |
| 2019年 （平成31年 /令和元年） | 東幕下3枚目 5–2         | 西十両13枚目 6–9        | 西幕下2枚目 優勝 7–0       | 東十両12枚目 11–4           | 西十両5枚目 休場 0–0–15 | 西幕下5枚目 引退 –          |
| 各欄の数字は、「勝ち-負け-休場」を示す。 優勝 引退 休場 十両 幕下 三賞：敢=敢闘賞、殊=殊勲賞、技=技能賞 その他：★=金星 番付階級：幕内 - 十両 - 幕下 - 三段目 - 序二段 - 序ノ口 幕内序列：横綱 - 大関 - 関脇 - 小結 - 前頭（「#数字」は各位内の序列） |                         |                         |                            |                             |                         |                             |

## 改名歴
- 貴公俊 剛（たかよしとし つよし）2013年3月場所 - 2018年11月場所
- 貴ノ富士 三造（たかのふじ さんぞう）2019年1月場所 - 2019年11月場所

## 戦績

### プロ総合格闘技
| 総合格闘技 戦績 | 総合格闘技 戦績 | 総合格闘技 戦績 | 総合格闘技 戦績 | 総合格闘技 戦績 | 総合格闘技 戦績 | 総合格闘技 戦績 |
| --------------- | --------------- | --------------- | --------------- | --------------- | --------------- | --------------- |
| 13 試合         | (T)KO           | 一本            | 判定            | その他          | 引き分け        | 無効試合        |
| 9 勝            | 8               | 0               | 1               | 0               | 0               | 0               |
| 4 敗            | 2               | 1               | 1               | 0               | 0               | 0               |

| 勝敗 | 対戦相手               | 試合結果                             | 大会名                                            | 開催年月日     |
| ×    | ジョゼ・アウグスト     | 5分3R終了 判定0-3                    | RIZIN男祭り 【RIZINヘビー級WORLDグランプリ1回戦】 | 2025年5月4日   |
| ○    | 加藤久輝               | 3R 1:12 TKO（ドクターストップ）      | RIZIN LANDMARK 10                                 | 2024年11月17日 |
| ×    | 上田幹雄               | 2R 0:55 TKO（膝蹴り→パウンド）       | RIZIN.45                                          | 2023年12月31日 |
| ○    | イム・ドンファン       | 3R 2:10 TKO（右アッパー→パウンド）   | RIZIN LANDMARK 6                                  | 2023年10月1日  |
| ○    | ロッキー・マルティネス | 5分3R終了 判定3-0                    | RIZIN LANDMARK 5                                  | 2023年4月29日  |
| ×    | ジュニア・タファ       | 1R 1:38 TKO（スタンドパンチ）        | RIZIN.40                                          | 2022年12月31日 |
| ○    | ヤノス・チューカス     | 2R 0:30 TKO（グラウンドでの膝蹴り）  | RIZIN.39                                          | 2022年10月23日 |
| ○    | 関根“シュレック”秀樹   | 1R 0:53 TKO（左フック→パウンド）     | RIZIN.37                                          | 2022年7月31日  |
| ○    | SAINT                  | 1R 1:41 KO（左フック）               | RIZIN.31                                          | 2021年10月24日 |
| ×    | シビサイ頌真           | 3R 1:38 リアネイキッドチョーク       | RIZIN.28                                          | 2021年6月13日  |
| ○    | 宮本和志               | 1R 0:08 KO（右フック）               | RIZIN.27                                          | 2021年3月21日  |
| ○    | ミノワマン             | 1R 3:19 TKO（カーフキック→パウンド） | RIZIN.26                                          | 2020年12月31日 |
| ○    | ディラン・ジェイムス   | 1R終了時 TKO（ドクターストップ）     | RIZIN.24                                          | 2020年9月27日  |

### アマチュアキックボクシング
| 勝敗 | 対戦相手   | 試合結果             | 大会名           | 開催年月日   |
| ×    | 安保瑠輝也 | 1分3R+延長1R 判定0-5 | BREAKING DOWN 12 | 2024年6月2日 |

## 出演
- 街録ch〜あなたの人生、教えて下さい〜（YouTube番組、2021年）

### 試合映像
1. ↑  『【試合映像】スダリオ剛 vs. ディラン・ジェイムス / Sudario Tsuyoshi vs. Dylan James - RIZIN.24』RIZIN公式YouTubeチャンネル、2020年。
2. ↑  『【試合映像】ミノワマン vs. スダリオ剛 / Minowaman vs. Sudario Tsuyoshi - RIZIN.26』RIZIN公式YouTubeチャンネル、2020年。
3. ↑  『【試合映像】スダリオ剛 vs. 宮本和志 / Tsuyoshi Sudario vs. Kazushi Miyamoto - RIZIN.27』RIZIN公式YouTubeチャンネル、2021年。
4. ↑  『【試合映像】シビサイ頌真 vs. スダリオ剛 / Shoma Shibisai vs. Tsuyoshi Sudario - RIZIN.28』RIZIN公式YouTubeチャンネル、2021年。
5. ↑  『【試合映像】スダリオ剛 vs. SAINT / Tsuyoshi Sudario vs. SAINT - RIZIN.31』RIZIN公式YouTubeチャンネル、2021年。
6. ↑  『【試合映像】スダリオ剛 vs. 関根“シュレック”秀樹 / Tsuyoshi Sudario vs. Hideki “Shrek” Sekine - RIZIN.37』RIZIN公式YouTubeチャンネル、2022年。
7. ↑  『【試合映像】スダリオ剛 vs. 上田幹雄 / Tsuyoshi Sudario vs. Mikio Ueda - RIZIN.45』RIZIN公式YouTubeチャンネル、2023年。

### 補足映像
1. ↑  『【番組】RIZIN CONFESSIONS #75（※試合映像＆スダリオ剛とシビサイ頌真による試合振り返りドキュメンタリー番組）』RIZIN公式YouTubeチャンネル、2021年。
2. ↑  『【番組】RIZIN CONFESSIONS #104（※試合映像＆スダリオ剛と関根シュレック秀樹による試合振り返りドキュメンタリー番組）』RIZIN公式YouTubeチャンネル、2022年。
3. ↑  『【番組】RIZIN CONFESSIONS #109（※試合映像＆スダリオ剛とヤノス・チューカスによる試合振り返りドキュメンタリー番組）』RIZIN公式YouTubeチャンネル、2022年。
4. ↑  『【番組】RIZIN CONFESSIONS #116（※試合映像＆スダリオ剛とジュニア・タファによる試合振り返りドキュメンタリー番組）』RIZIN公式YouTubeチャンネル、2022年。
5. ↑  『【番組】RIZIN CONFESSIONS #122（※試合映像＆スダリオ剛とロッキー・マルチネスによる試合振り返りドキュメンタリー番組）』RIZIN公式YouTubeチャンネル、2023年。
6. ↑  『【番組】RIZIN CONFESSIONS #140（※試合映像＆上田幹雄とスダリオ剛による試合振り返りドキュメンタリー番組）』RIZIN公式YouTubeチャンネル、2023年。

### 映像資料
1. ↑  『【密着】Preparation | スダリオ剛 / Tsuyoshi Sudario - RIZIN.27』RIZIN公式YouTubeチャンネル、2021年。
2. ↑  『榊󠄀原社長に呼び出されました 2023 → ゲスト：スダリオ剛』RIZIN公式YouTubeチャンネル、2023年。
3. ↑  『【スダリオ剛 全KO集】All Knockouts of Tsuyoshi Sudario』RIZIN公式YouTubeチャンネル、2022年。
4. ↑  『【選手ドッキリ】RIZIN初参戦の選手の前で社長と事務局広報が大喧嘩【スダリオ剛】』RIZIN公式YouTubeチャンネル、2020年。